# Crowne Plaza (Tel Awiw)
Crowne Plaza Hotel – trzygwiazdkowy hotel w Tel Awiwie, w Izraelu.
Hotel jest usytuowany na południe od placu Namir, w osiedlu Cafon Jaszan w Tel Awiwie. Rozciąga się stąd widok na Morze Śródziemne.
Do 1992 nazywał się Diplomat Hotel. W latach 1995–1998 przeszedł on gruntowną przebudowę, której koszt wyniósł 22 miliony USD.
Budynek ma 18 kondygnacji i wysokość 70 metrów. Hotel wybudowano w stylu architektonicznym określanym nazwą brutalizmu. Wzniesiono go z betonu. Elewacja jest w kolorze białym i jasnej zieleni.

## Pokoje i apartamenty
Hotel dysponuje 246 pokojami hotelowymi i apartamentami. Każdy pokój wyposażony jest w klimatyzację, biurko, minibarek, sejf, czajnik do kawy/herbaty, dostępne łóżeczka dziecięce, dostęp do płatnego Internetu, łazienkę do użytku prywatnego, otwierane okna oraz telewizję satelitarną. W hotelu jest dozwolone palenie. Wszystkie pokoje posiadają klucze elektroniczne/magnetyczne.
Hotel świadczy dodatkowe usługi w zakresie: personelu wielojęzycznego, opieki nad dziećmi, organizowaniu imprez okolicznościowych, pomocy medycznej, sejfu w recepcji, usług spa (sauna, masaże, zabiegi, fitness, siłownia). Dla ułatwienia komunikacji w budynku jest winda. Hotel nie akceptuje zwierząt.

## Inne udogodnienia
Znajduje się tutaj sala konferencyjna z zapleczem do obsługi zorganizowanych grup. Dodatkowo można korzystać z basenu kąpielowego położonego na zewnątrz budynku. W hotelu jest kantor, restauracja, kawiarnia, sala bankietowa, płatny parking, sklep z pamiątkami, kiosk oraz pralnia.